# Nikola Karabatić
Nikola Karabatić (Niš, Sérvia, RSF Iugoslávia, 11 de abril de 1984) é um handebolista francês, filho de pai croata e mãe sérvia, e considerado um dos maiores nomes do handebol mundial.

## Carreira
Ele participou da equipe nacional de handebol francesa que recebeu a medalha de bronze no Campeonato Europeu de Handebol em 2008. Foi artilheiro no campeonato, juntamente com Ivano Balić e Lars Christiansen, e eleito o "Jogador Mais Valioso" do campeonato. Em 2008 ganhou a medalha de ouro com a França nos Jogos Olímpicos de Pequim ao bater a Islândia na final por 28 a 23, marcando oito gols.
Em 2007 e em 2014, foi eleito o Melhor jogador de handebol do mundo pela IHF

## Com a seleção francesa
Foi campeão europeu em 2006, 2010 e 2014, e ganhou uma medalha de bronze em 2008. Recebeu duas medalhas de bronze nos Campeonatos Mundiais de 2003 e de 2005 antes de se sagrar tricampeão nos mundiais de 2009 e 2011 e 2015. No mundial de 2007 foi votado para o time das estrelas, quando a França terminou em quarto, e foi eleito MVP do mundial de 2011 e do europeu de 2014. Ele também foi votado para o time das estrelas no Campeonato Europeu de 2004 e em 2010.

## Jogador em clubes
Karabatic jogou para o clube alemão THW Kiel (2005-2009), tornando-se campeão alemão em 2006, 2007 e 2008, e vencendo a EHF Champions League em 2007. Anteriormente foi campeão francês em 2002, 2003, 2004 e 2005 com o clube Montpellier HB, que também ganhou a Liga dos Campeões em 2003. No verão de 2009 ele deixou a Alemanha para retornar ao clube francês que o revelou, o Montpellier HB. Atualmente, no  Paris Saint-Germain HB

## Pessoal
Branko, pai de Nikola Karabatić, originário de uma cidade perto de Trogir, Croácia, também foi jogador de handebol profissional. Em sua carreira, Branko jogou pelo Železničar de Niš, onde ele conheceu a sua esposa e mãe de Nikola, Radmila Aleksinac. A família se mudou para a França, quando Nikola tinha apenas três anos e meio de idade. Nikola tem um irmão, Luka.